# Okres Brno-město
Brno-město (Duits: Brünn-Stadt, Nederlands: Brno-stad) is een statutaire stad met de status van district (Tsjechisch: Okres) in de Tsjechische regio Zuid-Moravië. De hoofdstad is Brno. Het district bestaat maar uit 1 gemeente (Tsjechisch: obec), namelijk de stad Brno.
Blansko · Břeclav · Brno-město · -venkov · Hodonín · Vyškov · Znojmo